# Ez az ötödik nagylemez!
Az Ez az ötödik nagylemez! című stúdióalbum a Voga-Turnovszky-duó ötödik albuma. Az albumot az MMC Records adta ki hanglemezen és kazettán. A felvételeket a POP-MIDI stúdióban rögzítették.
A borítón tévesen szerepel a B1 track, miszerint "Paródia a tavalyi külföldi slágerekből" helyett a B1 is a magyar slágerek paródiáiból tevődik össze. Az album kiadása után Turnovszky Tamás elhagyta a duót, ezzel a zenekar megszűnt.

## Megjelenések
MMC Records PL MMC 9121
- 01 – Paródia a tavalyi magyar slágerekből
- 02 – Jó kis rappes nóta
- 03 – Lírai dal, de lehet, hogy gyors
- 04 – Ez a legnagyobb sláger
- 05 – Paródia a tavalyi külföldi slágerekből
- 06 – Egy dögös dal arról, hogy elégedetlenek vagyunk
- 07 – Fantasztikus, szellemes középtempójú dal
- 08 – Na, ez is egy klafa sláger